# Илджиме
„Илджиме“ (на корейски: 일지매, на английски: Iljimae, буквално „една цъфнала клонка“) е южнокорейски екшън сериал от 2008 г. с участието на И Джун Ги в главната роля като Илджиме.
Донякъде е базиран на комикса Илджиме, публикуван между 1975 и 1977 г., написан от Ко У Йонг въз основа на история от китайския фолклор от времето на династията Мин за маскиран герой от епохата Чосон, подобен на Робин Худ.
Сериалът е режисиран от И Йонг Сук и продуциран от Chorokbaem Media. Излъчва се по SBS от 21 май до 24 юли 2008 г. в сряда и четвъртък от 21:55 ч. за 20 епизода.

## Сюжет
Действието започва в Чосон, около 1633 г. И Гом (И Джун Ги) е син на благородника И Уон Хо, който е доверен поддръжник на краля и централен член на тайната организация Чонухо, съставена от още петима благородници и краля като техен лидер. Един ден сляп гадател, гледайки към дома на И Уон Хо, казва на краля, че вижда човек, светъл като слънцето, който е обожаван от хората. Тези думи са причина И Уон Хо да стане жертва на заговор – набеден е за предател и е убит, тъй като кралят вярва, че „две слънца не може да съществуват на едно и също небе“. Малкият Гом, скрит във вътрешността на шкаф, става свидетел на убийството на баща си.
Домът на семейството е разрушен, майката и сестрата на момчето са отведени, а самото то трябва да бяга, за да спаси живота си. Помагат му малката Бонг Сун и братчето ѝ, които живеят като просячета. Когато Гом е принуден да хвърли камък по главата на майка си, за да докаже, че не е неин син, той губи паметта си от шока. Осиновен е от добродушния крадец Со Дол и жена му Дан И, които му дават ново име, Йонг И, и момчето вярва, че те са неговите истински родители.
Тринадесет години по-късно Йонг И израства като ленив развейпрах, който не иска да учи и се занимава с всякакви лудории. Ненадейно изгубените му спомени се възвръщат и той започва да търси по-голямата си сестра Йон. Открива я, но само за да я види осъдена и обесена. Убийството на сестра му става причина Гом да търси отмъщение за семейството си.
Единствената следа, която има, е емблемата на меча на убиеца, който си спомня отпреди тринадесет години. За да открие меча и собственика му, той се дегизира като мистериозния крадец в черно Илджиме, който нахлува в именията на благородниците, членове на тайната организация Чонухо. Заедно с това помага и на онеправданите хора, превръщайки се в герой. На мястото на всеки обир той оставя рисунка, изобразяваща клонка от сливови цветове, символ на къщата, в която е живял, и на спомените от детството му. Самото име „Илджиме“ (Iljimae) означава: il – „един“, ji – „клон“, а mae – „сливово дърво“.
Кралят и благородниците се опитват да хванат Илджиме и да открият самоличността му, особено войникът от кралската гвардия Бьон Ши Ху, който вижда в това възможност да се избави от бедния си живот и да стане благородник. Междувременно Йонг И се влюбва в дъщерята на благородника Бьон Шик, Юн Че – добра по душа и често помагаща на нещастните хора. Случайната им среща дава начало на красива любовна история. Но чувствата им поставят в опасна ситуация Юн Че, тъй като в нея е влюбен и доведеният ѝ брат Ши Ху.

## Актьорски състав
- И Джун Ги в ролята на И Гом / Йонг И / Илджиме
- Пак Ши Ху в ролята на Ча Дол / Бьон Ши Ху
- Хан Хьо Джу в ролята на Юн Че
- И Йонг А в ролята на Бонг Сун
- И Мун Шик – Со Дол
- Ким Сонг Рьонг – Дан И
- Сон Те Йонг – И Йон
- Чо Мин Ки – И Уон Хо
- Чонг Ин Со – Сум Сум И
- Ан Гил Канг – Гонг Гал
- Мун Джи Юн – Те Шик
- Чонг Че Юн – Шим Док
- И Уон Чонг – Бьон Шик

## Рейтинг
Последният епизод на сериала, излъчен на 24 юли 2008 г., достига рейтинг от 31,4% гледаемост.

## Награди
На наградите на SBS за 2008 г. И Джун Ги е отличен с приза за „най-добър актъор“ за ролята си на Илджиме в сериала. През следващата 2009 г. Джун Ги е номиниран и за приза „най-добър актьор в телевизионен сериал“ на 45-ите награди за изкуство Пексанг.